# Strathcarron (Schottland)
Strathcarron, schottisch-gälisch: Strath Carrann, ist eine kleine Ortschaft in der Council Area Highland in Schottland. Sie liegt etwa zwei Kilometer landwärts vom östlichen Ende von Loch Carron, einem Meeresarm an der Westküste, zwischen dem River Carron und dessen Zufluss, dem River Taodail.
Der Ort besteht im Wesentlichen aus dem Bahnhof an der Kyle of Lochalsh Line mit einem Postoffice, einem kleinen Laden, dem Strathcarron Hotel sowie einigen Farmen und Cottages. Im Bahnhof befindet sich außerdem eine kleine Touristeninformation. Die Bahnlinie wird in Strathcarron von der A890 gekreuzt, von der etwa zwei Kilometer nördlich die A896 in Richtung Applecross und Shieldaig abzweigt. Der Ort stellt damit einen regional bedeutsamen Verkehrsknotenpunkt dar. Mit Rufbussen werden vom Bahnhof aus die Ortschaften nördlich und westlich auf Applecross und am Loch Torridon bedient.